# Бойни действия на Кавказкия фронт в Руско-турската война (1877 – 1878)
Бойните действия на Кавказкия фронт между Русия и Османската империя от 12/24 април 1877 до 8/20 февруари 1878 г. са спомагателни за хода на Руско-турската война (1877 – 1878).

## Кавказки район на военните действия
Военните действия се развиват в района на Черноморското крайбрежие, Северен Кавказ, Източен Кавказ, Дагестан, Кутаиска губерния и Североизточна Мала Азия. Орографски районът представлява пет планински вериги в посока изток-запад. Пресечени са от три паралелни меридионални планински вериги. Пространствата между веригите са плата, сред които важно значение за военните действия придобиват Ардаханското и Карското плато. Сред долините, включени между веригите, голямо значение имат Баязетската, Ереванската и Пасинската долина. Речната мрежа е насочена към Черно море (река Чорок), Каспийско море (река Кура) и Персийския залив (река Ефрат). Пътната мрежа е почти неразвита в териториите на Османската империя. Главен комуникационен възел е Ерзерум. Природните условия не спомагат за развръщане на многочислени военни съединения.

## Сили

### Руски сили на Кавказкия фронт
В навечерието на войната силите на Действуващата Кавказка руска армия са около 120 000 офицери и войници, 25 000 конници и 350 оръдия. Обединени са в две главни групировки:
1. Действуващ корпус с командир генерал от кавалерията Михаил Лорис-Меликов от 52 586 офицери и войници и 160 оръдия. Съставен е от:
  - Главни сили с командир генерал-лейтенант Василий Хейман от 28 434 офицери и войници и 92 оръдия;
  - Ахалцински отряд с командир генерал-лейтенант Фьодор Девел от 13 477 офицери и войници и 36 оръдия;
  - Еревански отряд с командир генерал-лейтенант Арзас Тергукасов от 11 675 офицери и войници и 32 оръдия.
2. Рионски отряд с командир генерал-лейтенант Иван Оклобжио от 24 126 офицери и войници и 96 оръдия. Подразделя се на:
  - Кобулетски отряд;
  - Гурийски отряд;
  - Кутански отряд.

Главнокомандващ на Действуващата Кавказка руска армия е великият княз Михаил Николаевич, фактически главнокомандващ е генерал от кавалерията Михаил Лорис-Меликов.
В хода на войната силите са усилени с 40-а пехотна дивизия и I Гренадирска пехотна дивизия. Личния състав е добре обучен, храбър и самопожертвувателен.
Руското командване изхожда от разбирането за решаващото значение на военните действия на Балканския полуостров и второстепенната роля на Кавказкия фронт. Като задача на частите поставя осуетяване на прехвърлянето на противникови сили на Балканския полуостров. При планирането на военните действия се преувеличават силите на противника. Предвидено е овладяване на територия до един-два прехода от границата и нейното задържане, провеждане на разузнавателни акции. Развоя на действията е според постигнатите резултати. Вероятното настъпление е към Ардахан, Карс или в дълбочина с обхождане на противниковите крепости.

### Османски сили на Кавказкия фронт
В навечерието на войната османските сили са обединени в Анадолска армия, командир Ахмед Мухтар паша, до 70 000 офицери и войници. Съставена е от:
- Карски отряд от 3 дивизии от 47 табора, 11 ескадрона и 6 батареи;
- Ардахански отряд от 10 табора и 2 батареи.
- Алашкерски отряд от 12 табора, 4 ескадрона и 2 батареи.
- Ванско-Баязетски отряд от 4 табура и 2 ескадрона.
- резерви.

В началото на действията, Анадолската армия е групирана в:
- Главни сили с командир Ахмед Мухтар паша от 25 000 офицери войници и 36 оръдия;
- Гарнизон на Карс с командир Февзи паша от 12 000 офицери и войници;
- Отряд на Измаил паша от 10 000 офицери и войници и 12 оръдия;
- Вански отряд с командир Фалик паша от 12 000 офицери и войници и 16 оръдия.

В края на лятото на 1877 г. получава подкрепления от 13 000 офицери и войници и 12 оръдия. Частите са набрани предимно от запасни войници (редиф) и нередовни войници (мустахфъз). Отстъпват на руските сили по бойна подготовка, численост и др.
Османския план за действие разглежда Кавказкия фронт като второстепенен. Предвижда настъпление на руска територия, за да се отклонят руски сили от Балканския полуостров. Провален е от руското командване, което предприема изпреварващи бойни действия.

## Бойни действия

### Настъпателни действия на Руската армия
Руските сили на Кавказкия фронт предприемат настъпателни действия с обявяване на войната. Протичат според руския план за военните действия. Превземането на Ардахан (5/17 май 1877 г.) довежда османските сили до бързо отстъпление. Командването на Действуващия Руски корпус надценява противника и не използва изненадата, за да насочи ударите си срещу главните му сили. Османското командване се съвзема. Увеличава и прегрупира силите си. Руската обсада на Карс (27 май/8 юни – 28 юни/10 юли) не довежда до желаните резултати. Ереванския Руски отряд (командир генерал-лейтенант Арзас Тергукасов) проявява най-голяма активност и прониква в противниковото разположение на турска територия. Успешната битка при Драмдаг (4/16 юни) и битка при Даяр (9/21 юни), са последвани от неуспеха в битката при Зевин (13/25 юни) и изтегляне на руските сили на изходните позиции при държавната граница.

### Действия на Османска армия на руска територия
Инициативата преминава в османските сили. Ахмед Мухтар паша насочва силите на Ванския отряд към Ереванска губерния. На 23 юни/5 юли разкъсва отбраната на Зорския проход и навлиза във вътрешността на губернията. Малък и героичен руски гарнизон удържа при обсадата на Баязет и я разкъсва на 28 юни/10 юли. Темпа на османската атака е забавен и е отбита от части на Ереванския Руски отряд на 6/18 август в битката при Игдир. Към средата на месец август е предприето настъпление с главните османски сили. С изненадващ удар, нанесен през нощта на 13/25 август е овладяна руската позиция при Башкадиклер, след което започва затишие. Използвано е от руското командване за усилване и прегрупиране на частите.

### Второ руско настъпление на Кавказкия фронт
От месец септември главното внимание на руското командване е насочено към превземане на Авлиар-Аладжакската позиция. Решаващо значение имат вторите боеве за Авлиар-Аладжакската позиция, които изиграват ролата на прелом в развоя на войната (1/13 – 3/15 октомври). Опита на османските сили да осигурят отбраната на град Карс и да атакуват с всичките сили на Анадолската армия град Ерзерум е решително пресечен. Войскова група с командир генерал-лейтенант Иван Лазарев започва втората обсада на Карс. Главните сили на Действуващия Руски корпус (генерал-лейтенант Василий Хейман) са насочени от генерал от кавалерията Михаил Лорис - Меликов към османската отбранителна позиция между Пасинската и Ерзерумската долина. Битката при прохода Деве бойня довежда до разгром на противниковите сили (23 октомври/4 ноември). Но е пропуснат момента за превземането на Ерзерум в битката на 28 октомври/9 ноември. Руските части се оттеглят на зимни позиции по планината Деве бойня и Алашкертската долина. Нощния щурм срещу крепостта Карс завършва с превземането на града и разгром на противниковите сили (6/18 ноември). На османските сили на Кавказкия фронт е нанесен непоправим удар, последиците от който не могат да се преодолеят до края на войната.

## Прекратяване на военните действия
Настъпването на зимата по Кавказкия хребет блокира комуникационните пътища. Двете страни остават на заетите позиции. Одринското примирие между Русия и Османската империя потвърждава руската победа на Кавказкия фронт. Османската империя предава на Русия по силата на примирието Ерзерум, а по мирния договор от Сан-Стефано още град Батуми и град Карс. Берлинският договор разширява и утвърждава резултатите от войната.

## Галерия
- генерал от кавалерията Михаил Лорис-Меликов
- генерал-лейтенант Николай Обручев
- генерал-лейтенант Арзас Тергукасов
- генерал-лейтенант Василий Хейман
- генерал-лейтенант Иван Оклобжио
- генерал-лейтенант Фьодор Девел
- Паметник на славата, Троицки площад, Санкт Петербург